# Wila Qullu (K'ulta)
Der Wila Qullu (Aymara wila Blut, blutrot, qullu Berg, "roter Berg") (auch: Wila Kkollu, Wila Kollu) ist ein Berggipfel im Anden-Hochland des südamerikanischen Binnenstaates Bolivien.

## Lage
Der Wila Qullu ist ein Berggipfel der Cordillera de los Frailes im Departamento Oruro in der Provinz Eduardo Avaroa im Municipio Challapata in der zentralen Altiplano-Region zwischen der Stadt Potosí und dem Poopó-See. Mit einer Höhe von 5144 m ist er einer der höchsten Gipfel der Cordillera de los Frailes. Der Wila Qullu liegt im südöstlichen Teil des Municipio Challapata, zwölf Kilometer westlich der zentralen Ortschaft der Bergregion, Cruce Culta. Zusammen mit dem Nachbargipfel Wila Quta, ebenfalls 5144 Meter hoch, ist er Teil eines Gebirgsrückens von vier Kilometer Länge. Sechs Kilometer südlich des Rückens verläuft von Westen nach Osten die Nationalstraße Ruta 1, die vom Titicacasee über Oruro nach Cruce Culta und weiter über Potosí nach Bermejo an der Grenze zu Argentinien führt.
Wenige Kilometer nördlich des Bergrückens fließt von Westen nach Osten der Río Jachcha, der über den Río Jalsuri zum Río Grande fließt. Dreißig Kilometer südlich des Berggipfels liegt die Quelle des Río Pilcomayo, des längsten westlichen Nebenflusses des Río Paraguay.